# Discalcúlia
La discalcúlia o dificultats en l'aprenentatge de les matemàtiques (DAM) és una dificultat d'aprenentatge específica de les matemàtiques que és l'equivalent a la dislèxia, amb la diferència que no concerneix les dificultats que pot tenir un nen a l'hora d'expressar-se amb el llenguatge, però concerneix a la dificultat d'aprendre i realitzar càlculs matemàtics. De fet, es considera una variació de la dislèxia. De forma general una persona amb discalcúlia té un coeficient intel·lectual normal o superior, però manifesta problemes amb les matemàtiques, senyals, direccions, etc., i, per tant, un baix rendiment escolar en continguts puntuals.
Afecta un percentatge de la població infantil d'entre el 3% al 6%. És relativament poc coneguda i s'acostuma a diagnosticar molt tard, afectant el seu tractament adequat. Pot donar-se per culpa d'un dèficit de percepció visual o per problemes quant a l'orientació. El terme es refereix específicament a la incapacitat de realitzar operacions matemàtiques o aritmètiques.

## Quadre clínic
En els diversos símptomes existents dins del fenomen de la discalcúlia, se n'hauria de remarcar els que segueixen:
- Dificultats freqüents amb els nombres, confusió entre els signes (més, menys, divisió, multiplicació, reversió o transposició dels nombres, entre d'altres),
- Dificultats amnèsiques relacionades amb la informació numèrica,
- Dificultats amb les taules d'itineraris, càlcul mental, senyals i direccions, etc.,
- Bona capacitat en matèries com ara les ciències i geometria fins que es passa a un nivell més alt que requereix l'ús de les matemàtiques,
- Dificultats relacionades amb l'orientació espacial, tant de la pròpia persona com dels objectes que l'envolten,
- Dificultat amb els conceptes abstractes de temps i direcció,
- Incapacitat per a realitzar planificació financera o pressuposts,
- Incapacitat per entendre i recordar conceptes, regles, fórmules, seqüències matemàtiques (ordre d'operacions),
- Dèficit quant a les relacions entre figura i longitud,
- Errors de transcripció lingüística, per exemple, escriure nombres dictats,
- Dificultat per saber portar les puntuacions en un joc,
- Angoixa davant d'aquelles tasques i activitats que demanen l'ús de matemàtiques,
- Dificultats per realitzar abstraccions i elaborar associacions a partir de material numèric,
- S'utilitza els dits per comptar.